# ۱۷۶۵ (میلادی)
۱۷۶۵ (میلادی) هزار و هفتصد و شصت و پنجمین سال تقویم میلادی است.

## زادگان
- ۲۱ اوت - ویلیام چهارم، پادشاه پادشاهی متحده (م. ۱۸۳۷)
- ۱ فوریه – چارلز هاچت، شیمی‌دان بریتانیایی (د. ۱۸۴۷)
- ۷ مارس – ژوزف نیسه‌فور نیپس، مخترع، عکاس، و فیزیک‌دان فرانسوی (د. ۱۸۳۳)
- ۱۴ نوامبر – رابرت فولتن، مهندس آمریکایی (د. ۱۸۱۵)

## درگذشتگان
- ۱۵ آوریل – میخاییل لومونسف، زمین‌شناس، زبان‌شناس، شیمی‌دان، نویسنده، شاعر، ستاره‌شناس، فیلسوف، تاریخ‌نگار، هنرمند، فیزیک‌دان، دانشمند، و مخترع روس (ز. ۱۷۱۱)